# Stefan Leopold Kulikowski
Stefan Leopold Kulikowski (ur. 15 listopada 1871 w Warszawie, zm. 26 października 1943) – polski wydawca, kolekcjoner sztuki, fotografik.

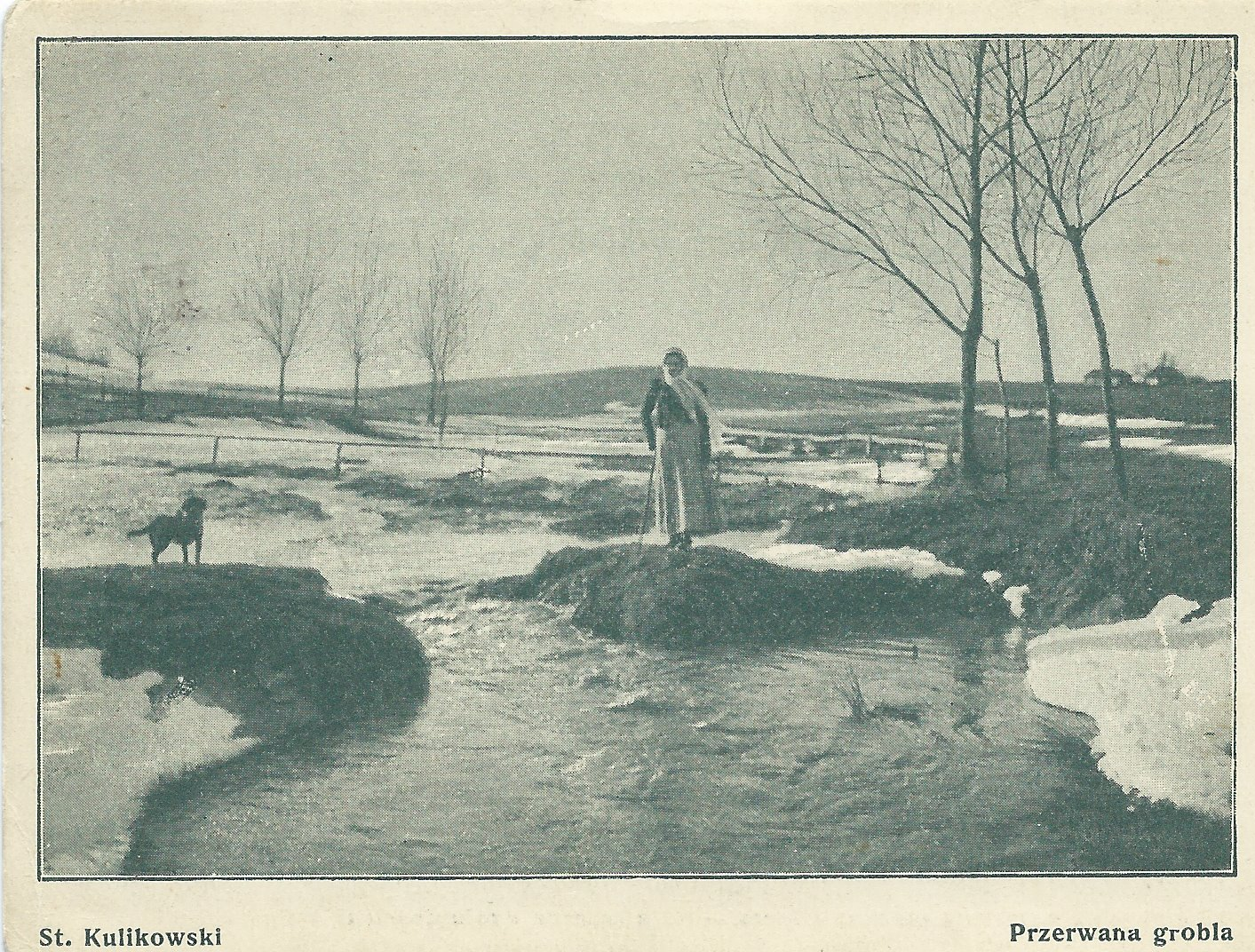
„Przerwana grobla” – pocztówka Kulikowskiego, ok. 1900

## Życiorys
Urodził się w rodzinie rejenta Franciszka Ksawerego (1825–1906) i Natalii z Żyźniewskich (1831–1922). Ukończył gimnazjum Wojciecha Górskiego w Warszawie. Studiował w Rydze, a jako wolny słuchacz historii sztuki także na UJ w Krakowie. Grał na fortepianie, uprawiał też twórczość poetycką. W dziedzinie fotografii aktywny był zwłaszcza na przełomie XIX i XX wieku, był laureatem konkursów fotograficznych, na których zdobywał złote medale i honorowe dyplomy. Wystawiał swoje prace we Lwowie i w Krakowie.
Mieszkając w latach 1898–1900 na wsi (w odziedziczonym po ojcu majątku Bratków k. Opatowa, świętokrzyskie) specjalizował się w fotografowaniu wiejskich scenek rodzajowych. Później sprzedał swoją wiejską posiadłość i powrócił do Warszawy, w której założył swój własny Salon Sztuki, w którym gromadził malarstwo polskie, holenderskie i włoskie, a przed I wojną światową sprzedawał także fotografie artystów krajowych i zagranicznych. Od 1900 był członkiem „Zachęty” (do 1906 zwyczajnym, a później, do 1939, rzeczywistym). Po I wojnie światowej przestał zajmować się fotografią, skupił się na malarstwie, wydawał też m.in. albumy malarstwa (m.in. nakładem własnym wydał w latach 1908–1909 dwutomowy album „Malarstwo polskie w odbitkach barwnych. Materiały do historii sztuki w Polsce”, w którym znalazły się też cztery napisane przezeń życiorysy malarzy). Wydawał także pocztówki z reprodukcjami malarstwa (także z kopiami jego twórczości fotograficznej). Salon Sztuki założony przez Kulikowskiego, najpierw przy ul. Marszałkowskiej 129 przeniesiony został w 1906 na Nowy Świat 63, a w 1909 Krakowskie Przedmieście 7. Lokal w czasie kampanii wrześniowej 1939 uległ częściowemu zniszczeniu, ale Kulikowski zdołał go wyremontować i ponownie podjąć w nim działalność; po jego śmierci prowadzony był jeszcze, do wybuchu powstania warszawskiego, przez jego drugą żonę Janinę; całkowicie zniszczony przestał istnieć w sierpniu 1944. Przepadły wówczas wszystkie zgromadzone w nim dzieła, nie zachowały się też żadne jego własne prace, a reprodukcje jego fotografii w postaci publikacji są rzadkością.